# Міхал Щерба
Міхал Рох Щерба (пол. Michał Roch Szczerba; 14 грудня 1977) — польський політик, депутат польського Сейму 6-го (2007—2011), 7-го (2011—2015) та 8-го (з 2015) скликань.

## Життєпис
Народився у Варшаві в родині боксера, дворазового бронзового призера Олімпійських ігор Казимежа Щерби.
У 2001 році закінчив факультет соціології Варшавського університету та аспірантуру з інвестування у місцеве самоврядування. Брав активну участь у діяльності студентських організацій. У 1997—1999 роках був помічником польського політика Францишки Цегельської.
У 2000—2005 роках — чиновник Агенції з реструктуризації та модернізації сільського господарства. Очолював правління туристичного підприємства.
У 2000—2007 роках — радник голови Волинського району міста Варшава.
До 2011 року був пов'язаний з найбільшою у світі братерською організацією «Лицарі Колумба». З 2000 року — член Товариства друзів волі, а з 2004 року — член Соціальної ради медичного закладу.
Від 2007 року й донині — депутат Сейму Польщі.
У грудні 2016 році був одним з організаторів протестів проти обмеження роботи журналістів.

## Нагороди
Нагороджений грузинським орденом Честі.